# Yelena Andreyuk
Yelena Valentinovna Andreyuk (ruso: Елена Валентиновна Андреюк) (28 de noviembre de 1958) es una exjugadora de voleibol de Rusia. Fue internacional con la Selección femenina de voleibol de la Unión Soviética. Compitió en los Juegos Olímpicos de Moscú 1980 en los que ganó la medalla de oro y en los que jugó dos partidos.